# شهر و ستارگان
شهر و ستارگان نام داستانی در گونه علمی-تخیلی است که در سال۱۹۵۶ میلادی به قلم آرتور سی. کلارک نگاشته شده است و بازنویسی کامل داستان در برابر سقوط در شب همین نویسنده است. این کتاب در ایران توسط نشر هرم منتشر شده است. در این کتاب کلارک قدم به دورانی می‌گذارد که بشر به اوج توانایی‌های علمی و پیشرفت‌های تکنولوژیک خود رسیده و به دورترین نقاط فضا دست یافته است. اما خودپرستی و جاه‌طلبی بیمارگونه او آرامش کرات آسمانی و ساکنان آنجا را سلب کرده است تا آن‌جا که اتحادی از موجودات فضایی انسان را وادار به بازگشت به زمین می‌کند. این کتاب در ایران در سال 1371 توسط نشر هرم و ترجمهٔ محمد رضا عمادی منتشر شده است.